# Kevin Jackson
Kevin Andre Jackson (Lansing, 25 novembre 1964) è un ex lottatore di lotta libera e di arti marziali miste statunitense, campione in entrambe le discipline.
Nella lotta libera vinse la medaglia d'oro alle olimpiadi di Barcellona 1992 nella categoria degli 82 kg; è stato per due volte campione del mondo e campione panamericano, sempre nella divisione degli 82 kg.
Nelle arti marziali miste ha avuto una carriera molto breve, ma in soli quattro incontri disputati nell'organizzazione UFC ha vinto il torneo UFC 14 degli allora pesi medi ed è stato uno dei contendenti al neonato titolo dei pesi medi, poi rinominati in "pesi mediomassimi".

## Carriera nella lotta libera
Jackson inizia a lottare nell'high school, dove vince due campionati statali del Michigan di lotta libera ed un campionato nazionale junior di lotta greco-romana.
Una volta entrato nell'università della Louisiana Jackson diviene per ben tre volte un all-american; successivamente si trasferisce all'università dell'Iowa, dove nel 1987 prende parte al torneo a squadre NCAA in qualità di capitano dei Cyclones, arrivando in finale con un record di 30-3-1 e vincendo un altro riconoscimento All-America.
Il suo momento d'oro come lottatore va dal 1991 al 1995, quando nello stesso anno vince la medaglia d'oro sia ai giochi panamericani di L'Avana, sia ai mondiali di lotta libera; nel 1992 raggiungerà l'apice di carriera con la vittoria alle olimpiadi di Barcellona, e nel 1995 fa ancora una volta doppietta con le vittorie ai giochi panamericani in Argentina e ai mondiali negli Stati Uniti.
Al termine della sua carriera agonistica Jackson divenne allenatore di lotta libera all'università dell'Iowa.

## Carriera nelle arti marziali miste
Jackson debutta nel mondo delle arti marziali miste nel 1997 con l'organizzazione dell'Iowa Extreme Fighting, dove sconfigge John Lober per strangolamento.
Nel luglio dello stesso anno è uno dei quattro partecipanti al torneo ad eliminazione diretta dei pesi medi UFC 14: in semifinale sconfigge Todd Butler nel primo round per resa dell'avversario sottoposto ai colpi di Jackson, ed in finale ha la meglio sull'altro esordiente Tony Fryklund grazie ad uno strangolamento. Diviene così un campione imbattuto UFC con le sole due gare del torneo all'attivo.
Successivamente l'UFC crea la nuova cintura di campione dei pesi medi, poi rinominati in "pesi mediomassimi", e i contendenti al nuovo titolo furono proprio Jackson e l'ex campione Pancrase Frank Shamrock, lottatore con un notevole curriculum di combattimenti in Giappone: Shamrock s'impone in soli 16 secondi, sottomettendo Jackson con un armbar e causando al campione di lotta libera la sua prima sconfitta in carriera nelle MMA.
Jackson combatté un solo altro incontro in UFC, perdendo per sottomissione contro Jerry Bohlander.

## Risultati nelle arti marziali miste
| Risultato | Record | Avversario      | Metodo                               | Evento                      | Data             | Round | Tempo | Città                   | Note                            |
| --------- | ------ | --------------- | ------------------------------------ | --------------------------- | ---------------- | ----- | ----- | ----------------------- | ------------------------------- |
| Vittoria  | 4–2    | Sam Adkins      | Sottomissione (armbar)               | Extreme Challenge 18        | 15 maggio 1998   | 1     | 4:21  | Davenport, Stati Uniti  |                                 |
| Sconfitta | 3–2    | Jerry Bohlander | Sottomissione (armbar)               | UFC 16: Battle in the Bayou | 13 marzo 1998    | 1     | 10:23 | Kenner, Stati Uniti     |                                 |
| Sconfitta | 3–1    | Frank Shamrock  | Sottomissione (armbar)               | UFC Japan: Ultimate Japan   | 21 dicembre 1997 | 1     | 0:16  | Yokohama, Giappone      | Per il titolo dei Pesi Medi UFC |
| Vittoria  | 3–0    | Tony Fryklund   | Sottomissione (strangolamento)       | UFC 14: Showdown            | 27 luglio 1997   | 1     | 0:44  | Birmingham, Stati Uniti | Vince il torneo UFC 14          |
| Vittoria  | 2–0    | Todd Butler     | Sottomissione (colpi)                | UFC 14: Showdown            | 27 luglio 1997   | 1     | 1:27  | Birmingham, Stati Uniti | Torneo UFC 14, Semifinale       |
| Vittoria  | 1–0    | John Lober      | Sottomissione (triangolo di braccio) | Extreme Fighting 4          | 28 marzo 1997    | 2     | 1:12  | Des Moines, Stati Uniti |                                 |